# عبد الناصر صليل
عبد الناصر محمد اصليل من مواليد 2 سبتمبر 1981 في طرابلس، ليبيا، وهو لاعب كرة قدم ليبي يلعب حاليا لنادي الاتحاد، ويلعب أيضا في المنتخب الليبي لكرة القدم.

## وصلات خارجية
- عبد الناصر صليل على موقع ناشيونال فوتبول تيمز (الإنجليزية)
- عبد الناصر صليل على موقع Soccerway.com (الإنجليزية)